# Liste des maires de Rambouillet
Cet article dresse une liste par ordre de mandat des maires de Rambouillet.

## Liste des maires

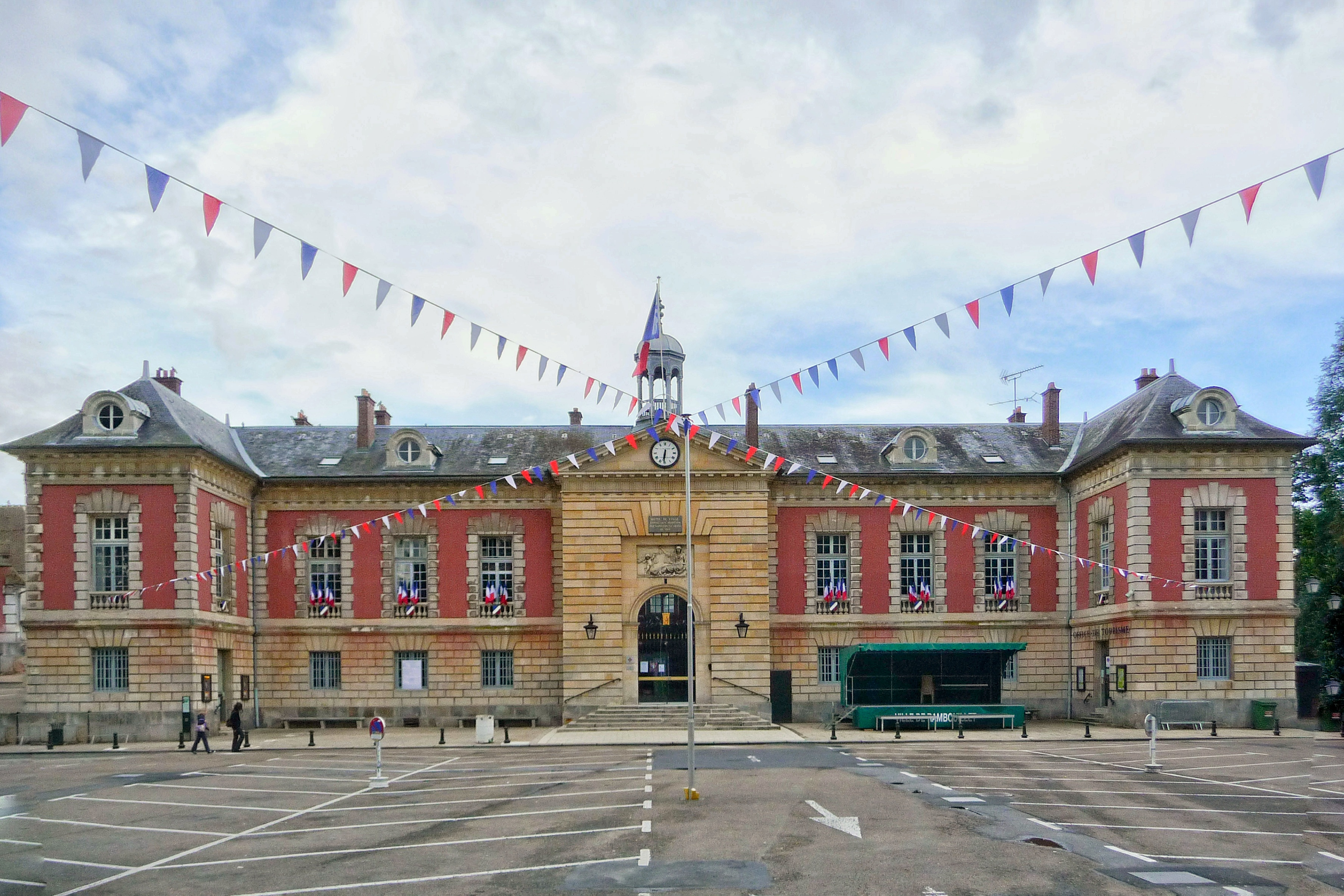
L'hôtel de ville de Rambouillet.

| Période                                  | Période           | Identité                                      | Étiquette            | Qualité |
| ---------------------------------------- | ----------------- | --------------------------------------------- | -------------------- | --- |
| Les données manquantes sont à compléter. |                   |                                               |                      | |
| 9 février 1790                           | 13 novembre 1791  | Jacques Thiery                                |                      | Notaire |
| 13 novembre 1791                         | 10 octobre 1792   | M. Huard                                      |                      | |
| 16 octobre 1792                          | février 1795      | Pierre Denis Dufour                           |                      | |
| mars 1795                                | avril 1795        | Michel Gallard                                |                      | |
| avril 1795                               | novembre 1796     | M. Ducoret                                    |                      | |
| novembre 1796                            | mai 1797          | M. de Croismarc                               |                      | |
| mai 1797                                 | novembre 1798     | Louis Boulle                                  |                      | |
| novembre 1798                            | avril 1799        | Charles Bourgeois                             |                      | |
| avril 1799                               | avril 1800        | M. Dubosc                                     |                      | |
| septembre 1800                           | 1803              | Henry Levasseur                               |                      | |
| juin 1803                                | 29 mai 1808       | Louis Boulle                                  |                      | |
| 29 mai 1808                              | 2 septembre 1811  | Henry Levasseur                               |                      | |
| 11 mai 1812                              | 25 août 1831      | Jean Sébastien Delorme                        |                      | Auteur du livre Rambouillet devenu chef-lieu d'arrondissement, publié en 1839 |
| 27 août 1831                             | 18 septembre 1834 | Charles Germain Bourgeois                     |                      | Conseiller général pour Rambouillet |
| 18 septembre 1834                        | 30 mars 1841      | Jacques Aubry                                 |                      | |
| 30 mars 1841                             | 10 mars 1842      | Auguste Percheron                             |                      | |
| 10 mars 1842                             | 15 mars 1848      | Nicolas Valluet                               |                      | |
| 15 mars 1848                             | 23 août 1853      | Charles Voirin                                |                      | |
| 23 août 1853                             | 29 janvier 1878   | Félix Alexandre Constant Mauquest de La Motte |                      | |
| 29 janvier 1878                          | 4 juin 1881       | Charles Voirin                                |                      | |
| juin 1881                                | août 1881         | François Théophile Louvard                    |                      | |
| 6 août 1881                              | 1885              | Arthur Louis Valentin Lambert                 |                      | |
| 15 novembre 1885                         | 1904              | Marie Eugène Antoine Gautherin                |                      | Conseiller général pour Rambouillet |
| 15 mai 1904                              | 9 décembre 1919   | Marie Roux                                    |                      | |
| 10 décembre 1919                         | 10 octobre 1920   | Marie Humbert                                 |                      | |
| 17 octobre 1920                          | 17 mai 1935       | Marie Roux                                    |                      | |
| 17 mai 1935                              | 22 juillet 1944   | Émile Degois                                  |                      | |
| 20 septembre 1944                        |                   | M. Masselet                                   |                      | |
| 20 septembre 1944                        | 26 octobre 1947   | Henri Petit                                   |                      | |
| 1947                                     | 1983              | Jacqueline Thome-Patenôtre                    | PRRRS, MRG, puis PRV | Présidente de la SPA (1970-1984) Vice-présidente de la Fédération nationale des élus républicains et radicaux Conseillère municipale de Sonchamp (1945-1947) Conseillère générale de Dourdan-Sud (1945-1967) Conseillère générale de Saint-Arnoult-en-Yvelines (1967-1979) Députée (1958-1978) Vice-présidente de l'Assemblée nationale Sénatrice (1946-1959) Députée européenne (1984-1989) Sous-secrétaire d'État (1957) |
| 1983                                     | 2004              | Gérard Larcher                                | RPR puis UMP         | Vétérinaire Sénateur (1986-2004 et 2007-) Ministre délégué (2004-2007) |
| 2004                                     | 2007              | Jean-Frédéric Poisson                         | UMP-FRS              | Chef d'entreprise Directeur de cabinet de Christine Boutin Président de la CC Plaines et Forêts d'Yveline (2009-2015) Président de la CA Rambouillet Territoires (2015-2016) Député (2007-2009 et 2012-2017) |
| 2007                                     | 4 avril 2014      | Gérard Larcher                                | UMP                  | Sénateur (1986-2004 et 2007-) Président du Sénat (2008-2011 et 2014-) |
| 4 avril 2014                             | 28 juin 2020      | Marc Robert                                   | UMP puis LR          | Consultant en risques et assurances Président de la CA Rambouillet Territoires, (2017,-2018) |
| 28 juin 2020                             | en cours          | Véronique Matillon                            | DVD                  | Infirmière coordinatrice Vice-présidente de la CA Rambouillet Territoires (2020 → ) |